# Lehrerleut
Los Lehrerleut, también Lehrerleit, son una rama de los huteritas que surgió en 1877. Son la rama más tradicional de los huteritas.

## Historia
En 1877, trece familias huteritas bajo el liderazgo de Jacob Wipf (1835-1896) emigraron de Dolinskoye, Raión de Melitópol, Ucrania, a Dakota del Sur. Después de su llegada, establecieron una comunidad de bienes en la Colonia Elmspring cerca de Parkston (Dakota del Sur), siguiendo así el ejemplo de los Schmiedeleut y los Dariusleut. El líder del grupo era un maestro (en alemán: Lehrer), de ahí su nombre Lehrerleut ("pueblo del maestro").
Poco después de la Primera Guerra Mundial, dos objetores de conciencia huteritas de la rama Lehrerleut, los hermanos: Joseph y Michael Hofer, murieron en una prisión estadounidense. Esto y el creciente sentimiento antialemán provocaron la emigración de las cuatro colonias Lehrerleut a Alberta, Canadá, en los años siguientes.
En 1945, los Lehrerleut comenzaron a regresar a los Estados Unidos, formando nuevas colonias en Montana.

## Demografía
En 1957, había 20 colonias de los Lehrerleut en Alberta, 3 en Saskatchewan y 8 en Montana. En 1973, el número total de colonias de Lehrerleut era 61.
Según el "Guía telefónico huterita de 2004", había 69 colonias de los Lehrerleut en Alberta y 30 en Saskatchewan. Otras 44 colonias estaban en Montana, en total 143.
Rod Janzen y Max Stanton informan en su libro de 2010 que había 139 colonias de los Lehrerleut: 72 en Alberta, 32 en Saskatchewan y 35 en Montana.